# Mecynometa montivaga
Mecynometa montivaga är en spindelart som beskrevs av Archer 1958. Mecynometa montivaga ingår i släktet Mecynometa och familjen käkspindlar.
Artens utbredningsområde är Jamaica. Inga underarter finns listade i Catalogue of Life.